# Kid Kash
David Cash (Waynesboro, 31 de julho de 1969), mais conhecido pelo seu ring name Kid Kash, é um lutador de wrestling profissional estadunidense conhecido por atuar em diversas promoções, como Extreme Championship Wrestling, Total Nonstop Action Wrestling e WWE. Além do wrestling, Kash pratica MMA.

## Carreira no wrestling
- Treinamento em Circuitos Independentes (1994-1996)
- Extreme Championship Wrestling (1996-2000)
- World Championship Wrestling (2001)
- Total Nonstop Action Wrestling (2002-2005)
- Juggalo Championship Wrestling (2005)
- WWE (2005-2006)
- Circuitos independentes (2006-2008)
- Praticante de MMA (2008-presente)

## Títulos e prêmios
- Extreme Championship Wrestling
  - ECW World Television Championship (1 vez)
- Juggalo Championship Wrestling
  - JCW Heavyweight Championship (1 vez)
- Powerhouse Wrestling Alliance
  - PWA Light Heavyweight Championship (1 vez)
- Showtime Allstar Wrestling
  - S.A.W. International Championship (1 vez)
- Total Nonstop Action Wrestling
  - NWA World Tag Team Championship (2 vezes) - com Dallas
  - TNA X Divison Championship (1 vez)
- World Wrestling Council
  - WWC Junior Heavyweight Championship (1 vez)
- WWE
  - WWE Cruiserweight Championship (1 vez)
- X Wrestling Federation
  - XWF World Cruiserweight Championship (1 vez)
- XtraWrestle Federation
  - XWF World Cruiserweight Championship On Xtrawrestle Roleplay (1 vez)